# Louis von Bignio
Louis von Bignio (Pest, 29 de juliol de 1839 – Viena, 29 de novembre de 1907) fou un cantat d'òpera (baríton) austrohongarès.
Bignio va estudiar a Pest amb Peter Stoll i a Viena amb Gaetano Rossi i Giovanni Gentiluomo. Va fer el seu debut en el rol del "caçador" a Das Nachtlager in Granada del compositor Conradin Kreutzer, en el Teatre Alemany de Pest, i des de 1864 cantà en el teatre Imperial de l'Òpera de la mateixa ciutat.
A les seves envejables facultats reunia una artística i elegant execució. El 1882 es retirà a Pest.